# Discografia de John Lennon
Este artigo apresenta a discografia de John Lennon, um cantor e compositor britânico que foi um dos integrantes da banda The Beatles. Seus três primeiros álbuns foram experimentais com Yoko Ono usando loop de fita, entrevistas, musique concrète e outras técnicas de vanguarda. Lennon também lançou um álbum ao vivo e três singles sob seu próprio nome antes mesmo da separação de The Beatles. A sua discografia solo oficial começa a partir de Plastic Ono Band em 1970.
Suas vendas de álbuns solo ao redor do mundo já passam de 72 milhões de unidades. Como intérprete, compositor ou colaborador, Lennon teve 25 singles número um na Billboard Hot 100 dos Estados Unidos.

## Álbuns

### Álbuns de estúdio
| Ano  | Título | Melhor posição nas paradas musicais | Melhor posição nas paradas musicais | Melhor posição nas paradas musicais | Melhor posição nas paradas musicais | Melhor posição nas paradas musicais | Melhor posição nas paradas musicais | Melhor posição nas paradas musicais | Melhor posição nas paradas musicais | Melhor posição nas paradas musicais | Melhor posição nas paradas musicais | Certificações                                                  |
| Ano  | Título | RU                                  | AUS                                 | CAN                                 | FRA                                 | ALE                                 | ITA                                 | JAP                                 | HOL                                 | NOR                                 | EUA                                 | Certificações                                                  |
| ---- | --- | ----------------------------------- | ----------------------------------- | ----------------------------------- | ----------------------------------- | ----------------------------------- | ----------------------------------- | ----------------------------------- | ----------------------------------- | ----------------------------------- | ----------------------------------- | -------------------------------------------------------------- |
| 1968 | Unfinished Music No. 1: Two Virgins (com Yoko Ono) - Gravadora: Apple - Lançamento: 29 de novembro de 1968                       | —                                   | —                                   | —                                   | —                                   | —                                   | —                                   | —                                   | —                                   | —                                   | 124                                 |                                                                |
| 1969 | Unfinished Music No. 2: Life with the Lions (com Yoko Ono) - Gravadora: Zapple - Lançamento: 9 de maio de 1969                   | —                                   | —                                   | —                                   | —                                   | —                                   | —                                   | —                                   | —                                   | —                                   | 174                                 |                                                                |
| 1969 | Wedding Album (com Yoko Ono) - Gravadora: Apple - Lançamento: 7 de novembro de 1969                                              | —                                   | —                                   | —                                   | —                                   | —                                   | —                                   | —                                   | —                                   | —                                   | 178                                 |                                                                |
| 1970 | John Lennon/Plastic Ono Band - Gravadora: Apple - Lançamento: 11 de dezembro de 1970                                             | 8                                   | 3                                   | 2                                   | —                                   | 39                                  | 8                                   | 5                                   | 1                                   | 4                                   | 6                                   | - RIAA: Ouro                                                   |
| 1971 | Imagine - Gravadora: Apple - Lançamento: 9 de setembro de 1971 (EUA) 8 de outubro de 1971 (RU)                                   | 1                                   | 1                                   | 2                                   | 5                                   | 10                                  | 1                                   | 1                                   | 1                                   | 1                                   | 1                                   | - RIAA: 2× Platina - BPI: Ouro                                 |
| 1972 | Some Time in New York City (com Yoko Ono) - Gravadora: Apple - Lançamento: 12 de junho de 1972 (EUA) 15 de setembro de 1972 (RU) | 11                                  | 10                                  | —                                   | —                                   | —                                   | 6                                   | 15                                  | —                                   | 2                                   | 48                                  |                                                                |
| 1973 | Mind Games - Gravadora: Apple - Lançamento: 16 de novembro de 1973                                                               | 13                                  | 8                                   | 28                                  | —                                   | —                                   | 14                                  | 6                                   | 7                                   | 7                                   | 9                                   | - RIAA: Ouro - BPI: Ouro                                       |
| 1974 | Walls and Bridges - Gravadora: Apple - Lançamento: 4 de outubro de 1974                                                          | 6                                   | 4                                   | 1                                   | —                                   | 41                                  | 11                                  | 14                                  | 16                                  | 3                                   | 1                                   | - RIAA: Ouro - BPI: Prata                                      |
| 1975 | Rock 'n' Roll - Gravadora: Apple - Lançamento: 21 de fevereiro de 1975                                                           | 6                                   | 5                                   | 5                                   | 3                                   | 37                                  | 12                                  | 15                                  | —                                   | 9                                   | 6                                   | - RIAA: Ouro - BPI: Ouro                                       |
| 1980 | Double Fantasy (com Yoko Ono) - Gravadora: Geffen - Lançamento: 17 de novembro de 1980                                           | 1                                   | 1                                   | 1                                   | 2                                   | 2                                   | 6                                   | 2                                   | 4                                   | 1                                   | 1                                   | - RIAA: 3× Platina - BPI: Platina - SNEP: Platina - BVMI: Ouro |
| 1984 | Milk and Honey (póstumo; com Yoko Ono) - Gravadora: Polydor - Lançamento: 9 de janeiro de 1984                                   | 3                                   | 4                                   | 15                                  | 10                                  | 20                                  | 16                                  | 3                                   | 4                                   | 7                                   | 11                                  | - RIAA: Ouro - BPI: Ouro - MC: Ouro                            |

### Álbuns ao vivo
| Ano                                                          | Título | Melhor posição nas paradas | Melhor posição nas paradas | Melhor posição nas paradas | Melhor posição nas paradas | Melhor posição nas paradas | Melhor posição nas paradas | Melhor posição nas paradas | Melhor posição nas paradas | Certificações |
| Ano                                                          | Título | RU                         | AUS                        | CAN                        | FRA                        | JAP                        | NOR                        | SUE                        | EUA                        | Certificações |
| ------------------------------------------------------------ | --- | -------------------------- | -------------------------- | -------------------------- | -------------------------- | -------------------------- | -------------------------- | -------------------------- | -------------------------- | ------------- |
| 1969                                                         | Live Peace in Toronto 1969 (com Plastic Ono Band) - Gravadora: Apple - Lançamento: 12 de dezembro de 1969 | —                          | 7                          | —                          | —                          | 29                         | 19                         | —                          | 10                         | - RIAA: Ouro  |
| 1986                                                         | Live in New York City - Gravadora: Parlophone, Capitol - Lançamento: 10 de fevereiro de 1986              | 55                         | 66                         | 33                         | 33                         | 13                         | —                          | 12                         | 41                         | - RIAA: Ouro  |
| "—" indica lançamentos que não chegaram às paradas musicais. | |                            |                            |                            |                            |                            |                            |                            |                            |               |

### Compilações
| 1975                                                         | Shaved Fish - Gravadora: Apple - Lançamento: 24 de outubro de 1975                                                                             | 8   | 8  | 5  | 70 | 37 | 22 | 5  | 9  | 28 | 12  | - RIAA: Platina - BPI: Ouro                                                                                       |
| 1982                                                         | The John Lennon Collection - Gravadora: Parlophone, Geffen Records (EUA) - Lançamento: 1 de novembro de 1982 (RU), 8 de novembro de 1982 (EUA) | 1   | 1  | —  | 29 | 62 | 8  | 32 | 1  | 4  | 33  | - RIAA: 3× Platina - BPI: 3× Platina - IFPI AUT: Ouro - MC: Ouro - SNEP: Platina - IFPI NOR: Ouro                 |
| 1986                                                         | Menlove Ave. - Gravadora: Parlophone - Lançamento: 3 de novembro de 1986                                                                       | —   | —  | —  | 92 | —  | 32 | —  | —  | —  | 127 | |
| 1988                                                         | Imagine: John Lennon - Gravadora: Parlophone - Lançamento: 10 de outubro de 1988                                                               | 64  | 14 | —  | —  | —  | 14 | —  | —  | —  | 31  | - RIAA: Ouro - BPI: Ouro - MC: Platina - IFPI SWI: Ouro                                                           |
| 1997                                                         | Lennon Legend: The Very Best of John Lennon - Gravadora: Parlophone - Lançamento: 27 de outubro de 1997 (RU), 24 de fevereiro de 1998 (EUA)    | 4   | 37 | 5  | 86 | 11 | 46 | 85 | 39 | 28 | 65  | - RIAA: Platina - BPI: 3× Platina - ARIA: 4× Platina - IFPI AUT: Ouro - MC: Platina - RIAJ: Ouro - IFPI SWI: Ouro |
| 1998                                                         | Wonsaponatime - Gravadora: Capitol/EMI - Lançamento: 2 de novembro de 1998                                                                     | 76  | 83 | —  | —  | —  | 57 | —  | —  | —  | —   | |
| 2001                                                         | Instant Karma: All-Time Greatest Hits - Gravadora: Timeless/Traditions Alive Music - Lançamento: 1 de fevereiro de 2002                        | —   | —  | —  | —  | —  | —  | —  | —  | —  | —   | |
| 2004                                                         | Acoustic - Gravadora: Capitol/EMI - Lançamento: 1 de novembro de 2004                                                                          | 133 | —  | —  | —  | —  | 23 | —  | —  | —  | 31  | |
| 2005                                                         | Peace, Love & Truth - Gravadora: EMI - Lançamento: 4 de agosto de 2005                                                                         | —   | —  | —  | —  | —  | —  | —  | —  | —  | —   | |
| 2005                                                         | Working Class Hero: The Definitive Lennon - Gravadora: Parlophone/Capitol/EMI - Lançamento: 3 de outubro de 2005                               | 11  | —  | 22 | —  | 44 | 39 | 52 | 13 | 17 | 135 | - BPI: Ouro - MC: Ouro                                                                                            |
| 2006                                                         | The U.S. vs. John Lennon - Gravadora: Parlophone/EMI/Capitol - Lançamento: 25 de setembro de 2006                                              | —   | —  | —  | —  | —  | —  | —  | —  | —  | —   | |
| 2006                                                         | Remember (compilação lançada pela Starbucks) - Gravadora: EMI/Starbucks - Lançamento: 2006                                                     | —   | —  | —  | —  | —  | —  | —  | —  | —  | 44  | |
| 2010                                                         | Power to the People: The Hits - Gravadora: EMI/Capitol - Lançamento: 5 de outubro de 2010                                                      | 15  | 10 | 16 | 7  | 33 | 25 | 64 | —  | 33 | 24  | |
| 2014                                                         | Icon - Gravadora: EMI/Capitol - Lançamento: 9 de setembro de 2014                                                                              | —   | —  | —  | —  | —  | —  | —  | —  | —  | —   | |
| "—" indica lançamentos que não chegaram às paradas musicais. | |     |    |    |    |    |    |    |    |    |     | |

## Box sets
| 1990                                                         | Lennon - Gravadora: Parlophone - Lançamento: 30 de outubro de 1990                        | —  | 39 | — | —  | —  | 53 | —  | —  | —  | —   | - RIAJ: Platina |
| 1998                                                         | John Lennon Anthology - Gravadora: Capitol/EMI - Lançamento: 2 de novembro de 1998        | 64 | —  | — | 86 | —  | 30 | —  | —  | —  | 99  | - RIAA: Ouro    |
| 2010                                                         | Gimme Some Truth - Gravadora: EMI/Capitol - Lançamento: 5 de outubro de 2010              | —  | —  | — | —  | —  | 71 | —  | —  | —  | 196 |                 |
| 2010                                                         | John Lennon Signature Box - Gravadora: EMI/Capitol - Lançamento: 5 de outubro de 2010     | —  | —  | — | —  | 30 | 21 | 88 | 23 | 40 | 148 |                 |
| 2015                                                         | Lennon - Gravadora: UMC - Lançamento: 8 de junho de 2015                                  | —  | —  | — | —  | —  | —  | —  | —  | —  | —   |                 |
| 2018                                                         | Imagine (The Ultimate Collection) - Gravadora: Capitol - Lançamento: 5 de outubro de 2018 | —  | —  | — | —  | —  | —  | —  | —  | —  | —   |                 |
| 2020                                                         | GIMME SOME TRUTH. - Gravadora: Capitol - Lançamento: 9 de outubro de 2020                 | —  | —  | — | —  | —  | —  | —  | —  | —  | —   |                 |
| "—" indica lançamentos que não chegaram às paradas musicais. |                                                                                           |    |    |   |    |    |    |    |    |    |     |                 |

## Singles
| 1969                                                                                                  | "Give Peace a Chance" (Plastic Ono Band)                                                                      | 2  | 6  | 2  | 8  | 4  | 81 | 1  | 11 | —  | 14  |                           | singles sem álbum                |
| 1969                                                                                                  | "Cold Turkey" (Plastic Ono Band)                                                                              | 12 | 25 | —  | 30 | —  | 91 | —  | —  | —  | 30  |                           | singles sem álbum                |
| 1970                                                                                                  | "Instant Karma!" (Lennon/Ono com Plastic Ono Band)                                                            | 5  | 6  | 4  | 2  | 7  | 58 | 7  | 9  | 31 | 3   | - RIAA: Ouro              | singles sem álbum                |
| 1970                                                                                                  | "Mother" | —  | 57 | 9  | 12 | 26 | 30 | 10 | —  | 3  | 43  |                           | John Lennon/Plastic Ono Band     |
| 1971                                                                                                  | "Power to the People" (John Lennon / Plastic Ono Band)                                                        | 6  | 21 | 11 | 4  | 7  | 66 | 4  | 3  | 5  | 11  |                           | single sem álbum                 |
| 1971                                                                                                  | "Imagine" | —  | 1  | —  | 1  | 7  | 14 | 5  | 6  | 5  | 3   |                           | Imagine                          |
| 1971                                                                                                  | "Happy Xmas (War Is Over)" (John & Yoko/Plastic Ono Band com o Coro da Comunidade do Harlem)                  | 2  | 6  | 7  | 27 | 10 | 30 | 7  | 3  | 10 | 42  | - BPI: Platina            | single sem álbum                 |
| 1972                                                                                                  | "Woman Is the Nigger of the World" (John Lennon / Plastic Ono Band com Elephant's Memory e Invisible Strings) | —  | —  | —  | 73 | —  | 38 | 21 | —  | —  | 57  |                           | Some Time in New York City       |
| 1973                                                                                                  | "Mind Games"                                                                                                  | 26 | 16 | —  | 11 | 37 | 46 | 16 | —  | —  | 18  |                           | Mind Games                       |
| 1974                                                                                                  | "Whatever Gets You thru the Night" (John Lennon com Plastic Ono Nuclear Band)                                 | 36 | 34 | —  | 2  | 42 | 72 | 21 | —  | —  | 1   |                           | Walls and Bridges                |
| 1974                                                                                                  | "#9 Dream" | 23 | —  | —  | 35 | —  | 97 | —  | —  | —  | 9   |                           | Walls and Bridges                |
| 1975                                                                                                  | "Stand by Me"                                                                                                 | 30 | 61 | 19 | 13 | 22 | 74 | —  | —  | —  | 20  |                           | Rock 'n' Roll                    |
| 1975                                                                                                  | "Ya Ya" | —  | —  | —  | —  | 47 | —  | —  | —  | —  | —   |                           | Rock 'n' Roll                    |
| 1975                                                                                                  | "Imagine" | 6  | —  | —  | —  | —  | —  | —  | —  | —  | —   |                           | Shaved Fish                      |
| 1980                                                                                                  | "(Just Like) Starting Over"                                                                                   | 1  | 1  | 1  | 1  | 4  | 37 | 14 | 2  | 1  | 1   | - RIAA: Ouro - BPI: Ouro  | Double Fantasy                   |
| 1981                                                                                                  | "Woman" | 1  | 4  | 3  | 1  | 4  | —  | 11 | 5  | 2  | 2   | - RIAA: Ouro - BPI: Prata | Double Fantasy                   |
| 1981                                                                                                  | "Imagine" | 1  | 43 | 4  | —  | —  | —  | 5  | 3  | 2  | —   | - BPI: Platina            | Imagine                          |
| 1981                                                                                                  | "Watching the Wheels"                                                                                         | 30 | 45 | 12 | 3  | 46 | —  | —  | —  | 6  | 10  |                           | Double Fantasy                   |
| 1981                                                                                                  | "I Saw Her Standing There" (Elton John Band com participação de John Lennon e Muscle Shoals Horns)            | 40 | 81 | —  | —  | —  | —  | —  | 8  | —  | —   |                           | 28 November 1974 (Elton John EP) |
| 1981                                                                                                  | "Happy Xmas (War Is Over)" (John & Yoko/Plastic Ono Band com o Coro da Comunidade do Harlem)                  | 28 | 77 | —  | —  | —  | —  | 2  | —  | —  | —   |                           | single sem álbum                 |
| 1982                                                                                                  | "Love" | 41 | 94 | —  | —  | —  | —  | —  | —  | —  | —   |                           | The John Lennon Collection       |
| 1984                                                                                                  | "Nobody Told Me"                                                                                              | 6  | 6  | —  | 4  | 55 | —  | 13 | 7  | —  | 5   |                           | Milk and Honey                   |
| 1984                                                                                                  | "Borrowed Time"                                                                                               | 32 | —  | —  | —  | —  | —  | —  | —  | —  | 108 |                           | Milk and Honey                   |
| 1984                                                                                                  | "I'm Stepping Out"                                                                                            | 88 | —  | —  | —  | —  | —  | —  | —  | —  | 55  |                           | Milk and Honey                   |
| 1984                                                                                                  | "Every Man Has a Woman Who Loves Him"                                                                         | —  | —  | —  | —  | —  | —  | —  | —  | —  | —   |                           | Every Man Has a Woman            |
| 1985                                                                                                  | "Jealous Guy"                                                                                                 | 65 | —  | —  | —  | —  | —  | —  | —  | —  | 80  |                           | Imagine                          |
| 1988                                                                                                  | "Imagine" | 45 | 21 | —  | —  | —  | —  | —  | —  | —  | —   |                           | Imagine: John Lennon             |
| 1997                                                                                                  | "(Just Like) Starting Over"                                                                                   | —  | —  | —  | —  | —  | 40 | —  | —  | —  | —   | - RIAJ: Ouro              | Lennon Legend                    |
| 1997                                                                                                  | "Love" | —  | —  | —  | —  | —  | 58 | —  | —  | —  | —   | - RIAJ: Ouro              | Lennon Legend                    |
| 1999                                                                                                  | "Imagine" | 3  | —  | —  | —  | —  | —  | 56 | —  | —  | —   |                           | Imagine                          |
| 2003                                                                                                  | "Happy Xmas (War Is Over)" (John & Yoko/Plastic Ono Band com o Coro da Comunidade do Harlem)                  | 33 | —  | —  | —  | —  | —  | 78 | —  | —  | —   |                           | single sem álbum                 |
| "—" indica lançamentos que não chegaram às paradas musicais ou não foram lançados naquele território. | |    |    |    |    |    |    |    |    |    |     |                           |                                  |